# Хетіур
Хетіур (рум. Hetiur) — село у повіті Муреш в Румунії. Адміністративно підпорядковане місту Сігішоара.
Село розташоване на відстані 228 км на північний захід від Бухареста, 34 км на південний схід від Тиргу-Муреша, 105 км на південний схід від Клуж-Напоки, 94 км на північний захід від Брашова.

## Населення
За даними перепису населення 2002 року у селі проживали 914 осіб.
Національний склад населення села:
| Національність | Кількість осіб | Відсоток |
| -------------- | -------------- | -------- |
| румуни         | 733            | 80,2%    |
| цигани         | 95             | 10,4%    |
| угорці         | 64             | 7,0%     |
| німці          | 22             | 2,4%     |

Рідною мовою назвали:
| Мова      | Кількість осіб | Відсоток |
| --------- | -------------- | -------- |
| румунська | 748            | 81,8%    |
| циганська | 88             | 9,6%     |
| угорська  | 57             | 6,2%     |
| німецька  | 21             | 2,3%     |